# Callerya vasta
Callerya vasta är en ärtväxtart som först beskrevs av André Joseph Guillaume Henri Kostermans, och fick sitt nu gällande namn av Anne M. Schot. Callerya vasta ingår i släktet Callerya och familjen ärtväxter. Inga underarter finns listade i Catalogue of Life.